# Dekanat Regensburg
Das Dekanat Regensburg-Stadt (bis 28. Februar 2022 Dekanat Regensburg) gehört zur Region I – Regensburg des Bistums Regensburg.
Zum Dekanat Regensburg-Stadt gehören die nachfolgend aufgeführten Seelsorgeeinheiten (Stand: 2013). Die „führende“ Pfarrei, meistens der Sitz des zuständigen Pfarrers und des Pfarramtes, wird zuerst aufgeführt, die an der Pfarreiengemeinschaft beteiligten Pfarreien sind durch Semikolon getrennt, alle zu einer Pfarrei gehörigen Exposituren, Benefizien und Filialen werden direkt nach der jeweiligen Pfarrei, vor dem trennenden Semikolon, aufgezählt. Die Liste ist alphabetisch nach den Ortsnamen der führenden Pfarreien geordnet.
- Pfarrei St. Franziskus, Burgweinting; dazugehörig Filiale St. Michael, Burgweinting, sowie St. Kolomann, Harting
- Pfarrei Herz Jesu, Regensburg
- Pfarrei Herz Marien, Regensburg
- Pfarrei Hl. Dreifaltigkeit, Regensburg; Pfarrei St. Nikolaus
- Pfarrei Hl. Geist, Regensburg
- Pfarrei Mariä Himmelfahrt, Regensburg
- Pfarrei St. Albertus Magnus, Regensburg
- Pfarrei St. Andreas (St. Mang), Regensburg; Pfarrei St. Katharina, Regensburg
- Pfarrei St. Anton, Regensburg
- Pfarrei St. Bonifaz und St. Georg, Prüfening
- Pfarrei St. Cäcilia, Regensburg; Pfarrei Mater Dolorosa, Regensburg
- Pfarrei St. Emmeram, Regensburg

- Pfarrei St. Georg, Schwabelweis
- Pfarrei St. Josef, Reinhausen (Stadtpfarrkirche); dazugehörig Filiale St. Nikolaus
- Pfarrei St. Josef, Ziegetsdorf; dazugehörig Filiale St. Johannes der Täufer, Pentling
- Pfarrei St. Kassian, Regensburg
- Pfarrei St. Konrad, Regensburg
- Pfarrei St. Michael, Keilberg
- Pfarrei St. Paul, Regensburg
- Pfarrei St. Ulrich, Regensburg; Stift Niedermünster (Dompfarrei)
- Pfarrei St. Wolfgang, Kumpfmühl